# Alfabeto turco
El alfabeto turco es una manera de escritura, basada en el alfabeto latino, utilizada para el turco. Se compone de 29 letras, organizadas entre 21 consonantes y 8 vocales. Algunas letras fueron adaptadas por los requerimientos fonéticos de la lengua (Ç, Ğ, I, İ, Ö, Ş, y Ü). Carece de las letras Q, W y X.
El alfabeto turco ha sido utilizado como modelo para otras lenguas túrquicas que han hecho una transición de su escritura desde el alfabeto persa o el cirílico al latino. Algunos ejemplos de estos alfabetos derivados del turco son el alfabeto azerí (en 1991), el alfabeto turcomano (1993) o el que se ha propuesto para el alfabeto kazajo.

## Letras
El alfabeto turco en orden es el siguiente:
| Mayúsculas |   |   |   |   |   |   |   |   |   |   |   |   |   |   |   |   |   |   |   |   |   |   |   |   |   |   |   |   |
| A          | B | C | Ç | D | E | F | G | Ğ | H | I | İ | J | K | L | M | N | O | Ö | P | R | S | Ş | T | U | Ü | V | Y | Z |
| Minúsculas |   |   |   |   |   |   |   |   |   |   |   |   |   |   |   |   |   |   |   |   |   |   |   |   |   |   |   |   |
| a          | b | c | ç | d | e | f | g | ğ | h | ı | i | j | k | l | m | n | o | ö | p | r | s | ş | t | u | ü | v | y | z |

### Pronunciación
- La letra A se denomina a y se representa en el AFI como /a/. Se pronuncia como la a de madre.
- La letra B se denomina be y se representa en el AFI como /b/. Se pronuncia como la b de tumba.
- La letra C se denomina ce y se representa en el AFI como /dʒ/. Se pronuncia como la j en inglés de major, o la g del inglés gym o del italiano giro.
- La letra Ç se denomina çe y se representa en el AFI como /tʃ/. Se pronuncia como la ch de chiste, pronunciación consonante africada  postalveolar sorda.
- La letra D se denomina de y se representa en el AFI como /d/. Se pronuncia como la d de mando.
- La letra E se denomina e y se representa en el AFI como /e/ o /æ/. Se pronuncia como la a de mirar o como la e de ceder.
- La letra F se denomina fe y se representa en el AFI como /f/. Se pronuncia como la f de faro.
- La letra G se denomina ge y se representa en el AFI como /g/ o /ɟ/. Se pronuncia como la g de mango y no como en mago.
- La letra Ğ se denomina yumuşak ge y se representa en el AFI como /ɣ/. Sin embargo puede pronunciarse ɣ o simplemente alargar la vocal anterior. Con el primer valor, se pronuncia como la g relajada de hogaza o mago.
- La letra H se denomina he y se representa en el AFI como /h/. Se pronuncia como la h aspirada del alemán Hund o del inglés house, o como la j de jirafa en algunos dialectos del español.
- La letra I se denomina ı y se representa en el AFI como /ɯ/. Se pronuncia como la e en inglés de open.
- La letra İ se denomina i y se representa en el AFI como /i/. Se pronuncia como la i de sin.
- La letra J se denomina je y se representa en el AFI como /ʒ/. Se pronuncia como la j francesa de Jacques o como la s en inglés de measure.
- La letra K se denomina ke y se representa en el AFI como /k/ o /c/. Se pronuncia como la c de acabar o la k de kilo.
- La letra L se denomina le y se representa en el AFI como /l/ o /ɫ/. Se pronuncia como la l de lunar. Al final de sílaba (l seguida de consonante), se pronuncia como en el inglés wool.
- La letra M se denomina me y se representa en el AFI como /m/. Se pronuncia como la m de más.
- La letra N se denomina ne y se representa en el AFI como /n/. Se pronuncia como la n de reciente.
- La letra O se denomina o y se representa en el AFI como /o/. Se pronuncia como la o de donar.
- La letra Ö se denomina ö y se representa en el AFI como /œ/. Se pronuncia como el dígrafo eu en francés de deux o como la ö alemana en Möbel.
- La letra P se denomina pe y se representa en el AFI como /p/. Se pronuncia como la p de padre.
- La letra R se denomina re y se representa en el AFI como /ɾ/. Se pronuncia como la r de pero.
- La letra S se denomina se y se representa en el AFI como /s/. Se pronuncia como la s de sol.
- La letra Ş se denomina şe y se representa en el AFI como /ʃ/. Se pronuncia como el dígrafo inglés sh en shampoo o el dígrafo francés ch en chat.
- La letra T se denomina te y se representa en el AFI como /t/. Se pronuncia como la t de torre.
- La letra U se denomina u y se representa en el AFI como /u/. Se pronuncia como la u de unión.
- La letra Ü se denomina ü y se representa en el AFI como /y/. Se pronuncia como la ü en alemán de Über o como la u francesa en plus.
- La letra V se denomina ve y se representa en el AFI como /v/. Se pronuncia como la v del portugués vinho, del francés voiture o del inglés living. En español no se distingue b de la v,[4] pero se puede aproximar pronunciando la v de calvo con valor labiodental.
- La letra Y se denomina ye y se representa en el AFI como /j/. Se pronuncia como la y de buey.
- La letra Z se denomina ze y se representa en el AFI como /z/. Se pronuncia como la z en inglés de zip o la s del francés y del inglés en rose, o la s del portugués en rosa. No debe confundirse con la z del español en azul, la cual se representa en el AFI como /θ/ o /s/.

## Historia

### Historia temprana
El idioma turco se escribía antiguamente con el sistema de inscripciones de Orjón. Sin embargo, durante la historia se usaron diversos alfabetos como el cirílico, el alifato, el griego, el latino y otros sistemas de escritura asiáticos. Durante la época otomana, el turco era escrito con el alfabeto árabe, sin embargo, incluso antes de la reforma del siglo XX, comenzó a escribirse con el alfabeto latino, para fines principalmente educativos. En 1635, Frang Bardhi publicó un diccionario Latín-albanés, que incluía varias palabras en turco como anexo, por ejemplo Bir elma ağacından uzak düşmez (Una manzana no cae lejos de su árbol).

### Historia contemporánea

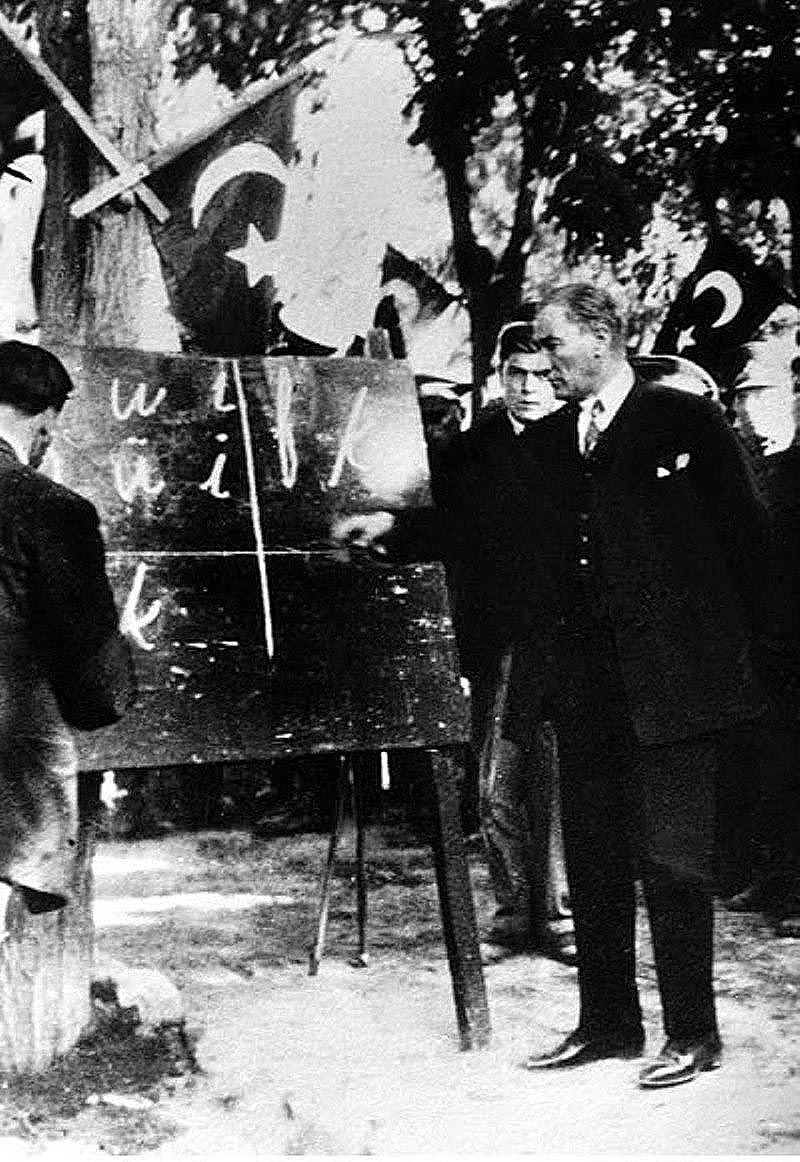
Atatürk enseñando el nuevo alfabeto turco en Kayseri el 20 de septiembre de 1928.

Los 29 caracteres del alfabeto turco fueron establecidos por la Ley sobre la Adopción y aplicación del Alfabeto Turco, Número 1353 en Turquía el 1 de noviembre de 1928, como un paso vital en la vida cultural de las reformas de Mustafa Kemal Atatürk, sustituyendo al antiguo alfabeto otomano, finalmente, el nuevo alfabeto fue creado como una versión ampliada del alfabeto latino, gracias a Atatürk, quien anunció el cambio de alfabeto en julio de 1928.
La reforma del alfabeto, combinada con la creación de la Asociación de la Lengua Turca en 1932, las campañas por el Ministerio de Educación, incluida la apertura de Centros de Educación Pública en todo el país, y la promoción activa de las personas por Atatürk, con muchos viajes al campo, a menudo lo involucran en la enseñanza del nuevo alfabeto, logró un incremento sustancial en la tasa de alfabetización de la población de una cifra en torno al 20 % a más del 90 %. 
Las reformas también fueron respaldados por la Ley de derechos de autor, publicada en 1934, fomentando y reforzando el sector editorial privado. En 1939, el Primer Congreso de Publicaciones Turcas fue organizado en Ankara, para debatir temas como derechos de autor, imprenta, progresos en la mejora de la tasa de Alfabetización y publicaciones científicas, con la asistencia de 186 diputados.
El trabajo de preparación del nuevo alfabeto basado en las letras latinas y las modificaciones necesarias para tener en cuenta la incorporación de sonidos específicos para el idioma turco, fue realizado por la Comisión de Idiomas (Dil Encümeni), integrado por los siguientes miembros:
Lingüistas
- Ahmet Cevat Emre.
- İbrahim Grandi Grantay.
- Ragıp Hulûsi Özdem.

Educadores
- Fazıl Ahmet Aykaç.
- İhsan Sungu.
- Mehmet Emin Erişirgil.

Escritores y Miembros del Parlamento
- Falih Rıfkı Atay.
- Ruşen Eşref Ünaydın.
- Yakup Kadri Karaosmanoğlu.

La comisión comenzó a trabajar en el nuevo alfabeto el 26 de junio de 1928; la letra Ö fue adoptada del alfabeto sueco por sugerencia de un traductor-intérprete sueco de la Casa de Dragomano (residencia del embajador) presente en la comisión que discutió el cambio en el alfabeto, la Ç fue adoptada del alfabeto albanés, la Ş viene de la Ş del alfabeto rumano, y la Ü viene del alfabeto alemán. La utilización exclusiva de la C para el sonido de la j inglesa viene de la letra árabe ŷim, que es la tercera letra del alfabeto árabe; así, la letra árabe que parecía la ŷim (C) con tres puntos se volvió a la Ç, y la letra que parecía la sin (S) con el aumento de tres puntos se volvió a la Ş.

## Distinciones
Se debe tener en cuenta que la I sin punto y la İ con punto son dos letras distintas, cada una posee su propia pronunciación y distinta forma en cuanto a mayúsculas y minúsculas. I es la mayúscula de ı, e İ es la mayúscula de i (En la ley original sobre el alfabeto turco, la İ se hallaba antes de la I, actualmente se ha revertido este orden).
La letra J, sin embargo, usa una tilde al igual que en español, en mayúscula J (sin tilde) y en minúscula j (con tilde).
Los acentos circunflejos son opcionales, y pueden ser utilizados sobre "A", "I" y "U" (Â, Î, Û respectivamente) para diferenciar palabras con la misma ortografía pero de significados diferentes, o para indicar la palatalización de la consonante precedente (por ejemplo, kar /kar/ significa nieve, mientras que kâr /car/, significa beneficio). También puede ser usada para indicar vocales largas en los préstamos del árabe. Estas letras son vistas como variantes de la "A", "I" y "U" y tienen un uso muy raro en la actualidad.

### Estado de la Q, W y X
El alfabeto turco no tiene Q, W o X. En cambio, sus sonidos son transliterados al turco como K, V y KS respectivamente. La ley de 1928 declara el uso obligatorio de letras turcas en documentos oficiales como certificados de nacimiento, documentos de matrimonio y registros de propiedad. La Constitución turca de 1982 conserva esta ley. Sin embargo, el requisito de utilizar el alfabeto turco en los registros del Estado, ha hecho imposible registrar los nombres de algunos turcos, tal y como se presentan en su ortografía, que sí incluye Q, W y X. Las familias pueden dar a sus hijos nombres kurdos, pero estos nombres no pueden incluirse en los documentos oficiales y están obligados a transliterarlos con K, V, KS, como está anteriormente dicho.
Muchos kurdos han acudido a tribunales a cambiar sus nombres para incluir específicamente las letras Q, W, X. Una situación similar existe en Europa, donde muchas personas con nombres turcos que incluyen ğ, ü, ş, ı, ö, ç, e İ, no están disponibles en los alfabetos oficiales locales.

## Cultura popular
En la novela de Thomas Pynchon: Gravity's Rainbow, hay varias escenas de ficción en relación con los distintos problemas que afectan a la Unión Soviética para crear el nuevo alfabeto turco, de modo que pueda usarse en Asia Central, cada uno de los presentes señala una letra diferente, que pueda ser utilizada para la transliteración alternativa del sonido en cuestión.